# Дубово (Барановичский район)
Ду́бово (бел. Дубава) — деревня в Барановичском районе Брестской области Беларуси. Входит в состав Крошинского сельсовета. Население — 100 человек (2019).

## География
По территории деревни протекает Дубовский канал.

## История
В 1897 году в Даревской волости Новогрудского уезда Минской губернии. В 1906 году открыто народное училище (первая учительница — Екатерина Деревяшко). С 1921 года в гмине Дарево Барановичского повета Новогрудского воеводства Польши.
С 1939 года в составе БССР. С 12 октября 1940 года до 16 июля 1954 года центр сельсовета Новомышского района Барановичской, с 8 января 1954 года Брестской областей, с 8 апреля 1957 года в Барановичском районе.
С конца июня 1941 года до 8 июля 1944 года оккупирована немецко-фашистскими захватчиками, убиты 2 человека и разрушено 54 дома. На фронтах войны погибли 6 односельчан.
С 16 июля 1954 года до 22 марта 1962 года входила в состав Лавриновичского сельсовета, до 26 июня 2013 года — в состав Колпеницкого сельсовета.
В 2012 году часть территории деревни Дубово включена в состав города Барановичи. 

## Население
| Численность населения (по переписи) | Численность населения (по переписи) | Численность населения (по переписи) | Численность населения (по переписи) | Численность населения (по переписи) | Численность населения (по переписи) | Численность населения (по переписи) |
| 1897                                | 1909                                | 1921                                | 1959                                | 1999                                | 2009                                | 2019                                |
| ----------------------------------- | ----------------------------------- | ----------------------------------- | ----------------------------------- | ----------------------------------- | ----------------------------------- | ----------------------------------- |
| 632                                 | ↗956                                | ↘354                                | ↗463                                | ↘237                                | ↗250                                | ↘100                                |

## Достопримечательности
- Братская могила советских воинов. На кладбище. Похоронены 28 воинов (24 известны и 4 неизвестны), погибших в годы Великой Отечественной войны. В 1956 году на могиле установлен обелиск[6].